# Incendi de Paüls de 2025
L'incendi de Paüls de 2025 va ser un gran incendi forestal originat al barranc de l'Infern, al terme municipal de Paüls el migdia del 7 de juliol de 2025. L'incendi va cremar unes 3.321 hectàrees, de les quals 1.125 dins del parc natural dels Ports.

## Desenvolupament
La nit del 8 de juliol, amb l'entrada del vent sec de mestral, el foc va superar el canal de Xerta, la C-12, i focus secundaris van travessar el riu Ebre arribant al terme de Tivenys. L'incendi va requerir el confinament de 18.000 persones a tots els termes i nuclis de població entre Paüls, Alfara de Carles, Els Reguers, Bítem, Santa Rosa de Lima, Tivenys i Xerta, i el tall dels trams propers de les carreteres C-12, TV-3422, TV-3541, T-301 i N-230, i el confinament municipal a Prat de Comte i el Pinell de Brai.
Durant l'incendi es van produir diverses detonacions de projectils de la guerra Civil espanyola, amb explosions de poca intensitat doncs la pólvora s'ha fet malbé i les bombes s'han deteriorat.
Durant la nit del 8 al 9 de juliol, quan es calculava que l'incendi havia cremat 3.200 hectàrees, els bombers de la Generalitat de Catalunya van poder tancar gairebé del tot el perímetre del foc i el matí del 9 de juliol es va aixecar el confinament a tots els municipis tret de Paüls, on es va aixecar a migdia en donar per estabilitzat l'incendi.
Un membre de l'Equip de Prevenció Activa Forestal (EPAF), del parc de Granollers va morir el 10 de juliol en precipitar-se des d'una altura i va morir mentre estava treballant per consolidar el perímetre entre Paüls i Alfara de Carles. El govern de la Generalitat va declarar un dia de dol oficial per la pèrdua del bomber.

## Resposta
En els treballs d'extinció van arribar a treballar més de 450 bombers i uns 100 membres de la Unitat Militar d'Emergències sol·licitats al govern de l'estat per la Generalitat de Catalunya a petició dels Bombers de la Generalitat de Catalunya. Operant en total amb 120 dotacions terrestres i 12 d'aèries. Fins a tres Brigadas de Refuerzo de Incendios Forestales (BRIF) del Ministeri per a la Transició Ecològica van ser desplegades, amb els seus corresponents equips aeris, i dos Canadair CL-215T operats per l'Exèrcit de l'Aire i de l'Espai espanyol procedents de Saragossa i Pollença.

## Extinció
Els bombers de la Generalitat de Catalunya van donar per controlat al vespre del 10 de juliol l'incendi que finalment va cremar unes 3.321 hectàrees, de les quals 1.125 dins del parc natural dels Ports.
Amb l'arribada de pluges a la zona es van poder accelerar les tasques d'extinció del foc, que va quedar totalment apagat el 15 de juliol al vespre.